# 比爾·莫斯利
威廉·莫斯利（英語：William Moseley，1951年11月11日—），美國男演員和音樂家。曾出演過多部邪典追捧恐怖片，如《德州電鋸殺人狂2》（1986年）、《猛鬼1000》（2003年）及《莎拉布萊曼之生化歌劇》（2008年）。其他作品包括《折磨》（2010年）、《德州電鋸殺人狂3D》（2013年）和《美國大法師》（2018年）。
莫斯利出生於康涅狄格州斯坦福。在踏入影視圈前，他曾在《Omni》、《National Lampoon》和《Psychology Today》等雜誌擔任記者。此外，莫斯利本身也是Cornbugs樂團的主唱，該團體於2007年解散。
他於2010年與拉尼·沙朗共同推出了名為《No Way Down》的專輯。

## 外部連結
- 比爾·莫斯利在互联网电影资料库（IMDb）上的資料（英文）
- 比爾·莫斯利的X（前Twitter）